# آني يورك
آني يورك (بالإنجليزية: Annie York)‏‏ (1904 - 1991 ) عالمة الإنسان من كندا.